# Skansi Arena
Skansi Arena – stadion piłkarski w miejscowości Argir, leżącej w południowej części wyspy Streymoy na Wyspach Owczych. Jego pojemność to 1400 miejsc, w tym 400 siedzących.

## Historia
Stadion w Argir wybudowano w 1983 roku na potrzeby klubu AB Argir. Do tego czasu przez dziesięć lat istnienia klub trenował na szkolnym boisku, a mecze ligowe w kompleksie Gundadalur w Tórshavn. Nieopodal stadionu, w roku 1985 wybudowano dwupiętrowy budynek, który dziś w całości jest wykorzystywany na potrzeby klubu AB Argir. Wcześniej mieściły się tam szkolne klasy, a nieco później przedszkole. Klub pozyskał drugie piętro dla siebie w roku 2004.
Stadion przebudowano po raz pierwszy w roku 1998, kiedy położono nową sztuczną murawę. 29 lipca 2010 roku podczas Ólavsøka otworzono stadion po kolejnej modernizacji. Gmina Tórshavn ufundowała nowe boisko oraz trybunę z miejscami siedzącymi. Przemowę na otwarciu wygłosił Jógvan Arge, odpowiedzialny za sprawy kulturowe w gminie, a piłkę po raz pierwszy kopnął burmistrz Heðin Mortensen. Podanie od burmistrza odebrał prezes AB Argir Andrass Drangastein i umieścił piłkę na środku boiska, inicjując mecz inauguracyjny pomiędzy drużyną gospodarzy a EB/Streymur.
Stadion początkowo nazywał się Inni í Vika. W sierpniu roku 2013 jego sponsorem została duńska firma transportowa Blue Water, co spowodowało zmianę oficjalnej nazwy na Blue Water Arena. W marcu 2015 roku nowym sponsorem została firma Skansi Offshore, co zaowocowało ponowną zmianę nazwy na obecną - Skansi Arena.
Prócz AB Argir stadion wykorzystywany był przez klub z NÍF Nólsoy z Nólsoy, którego boisko było za małe, by spełniać ligowe warunki. Po zmianie nazwy na FF Giza klub ten przeniósł się na Niðari Vøllur w obrębie sportowego kompleksu Gundadalur.